# 王文邁
王文邁（1566年—1617年），號居于，順天府宛平县人。明朝政治人物。

## 生平
萬曆二十五年丁酉科順天府鄉試第三十一名舉人，二十九年（1601年）辛丑科進士。大理寺觀政，授官行人司行人，三十二年升左司副，三十三年京察，本年補山西按察司知事，三十六年升蒙阴知縣，三十七年改任教谕，三十八年升順天武学教授，本年升國子監博士，三十九年升刑部雲南司主事，四十二年調外任，四十三年補两淮運判，四十五年京察，卒。

## 軼事
王文邁身高不過四尺，腹大如箕，腰背傴僂，步履蹣跚，遠望儼然一蜘蛛。然而為人詼諧，夫人卻身材修長，才貌雙全。
李東陽墓在京西畏吾村（今魏公村）附近。萬曆時，墓已破敗。王文邁曾為其封樹。

## 家族
曾祖王弘，百户；祖王鎌；父王汝言，通政司参议。